# Parlamento de La Rioja
El Parlamento de La Rioja es —junto al presidente y Gobierno autonómicos— uno de los tres órganos institucionales de la comunidad autónoma de La Rioja, en España.
Es el órgano supremo de representación de La Rioja, según recoge el Estatuto de Autonomía de La Rioja. Sus miembros son elegidos por los ciudadanos de forma democrática en las elecciones al Parlamento de La Rioja y desempeña el papel legislativo.

## Elección
El parlamento consta de 33 escaños que se eligen en una circunscripción única formada por el territorio de la comunidad. Para distribuir los escaños solo se incluyen las candidaturas que hayan superado el 5 % de los votos; estos escaños se reparten con base en el sistema D'Hondt.

## Funciones
El parlamento representa al pueblo de La Rioja, ejerce la potestad legislativa, aprueba los presupuestos y las cuentas de La Rioja, impulsa y controla la acción política y de Gobierno así como cualquier otra competencia que le corresponda dentro del marco legal en el que se encuentra (constitución, ordenamiento jurídico, etc.).

Sus funciones se detallan en el artículo 19 del Estatuto de Autonomía.

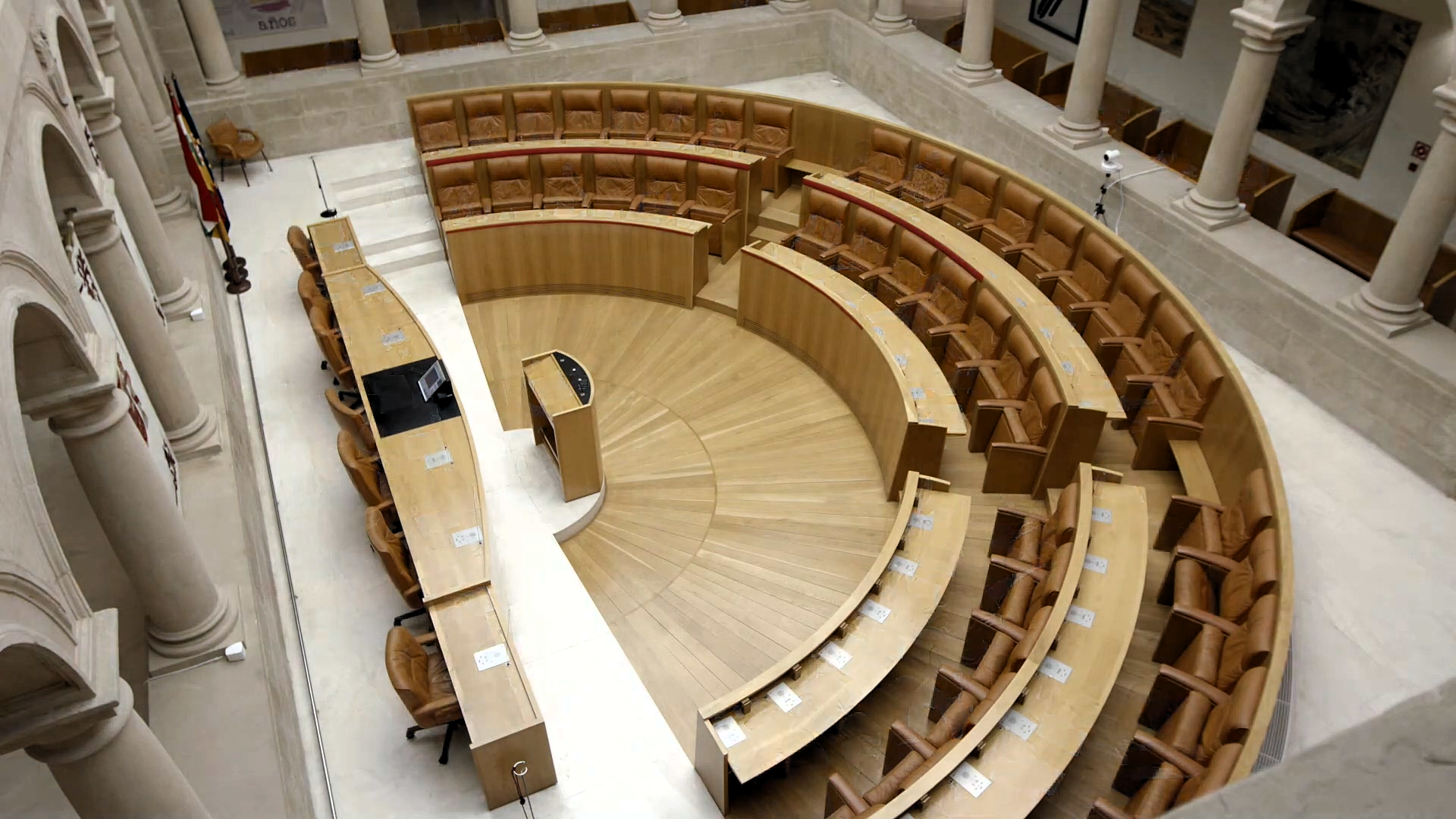
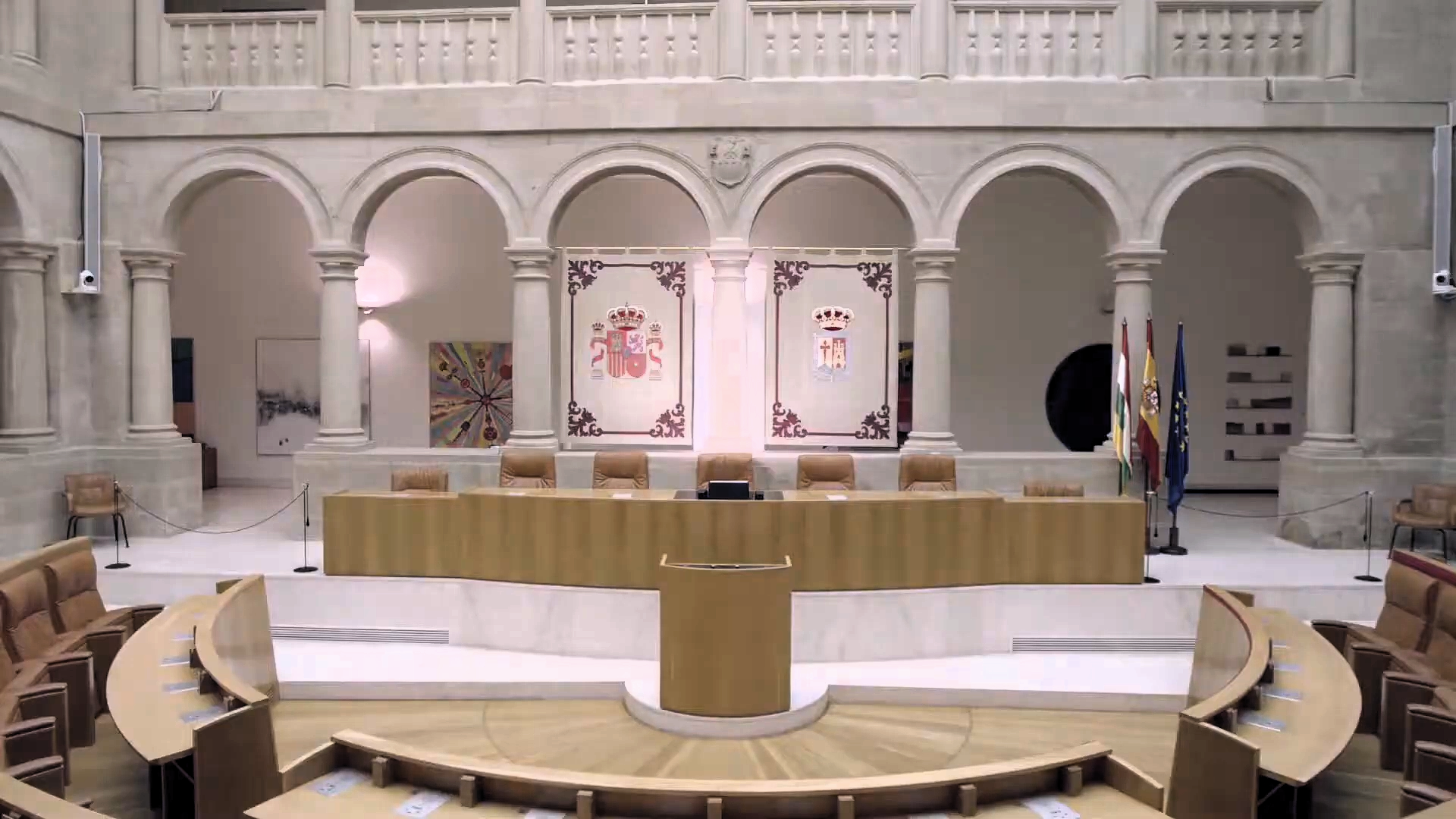
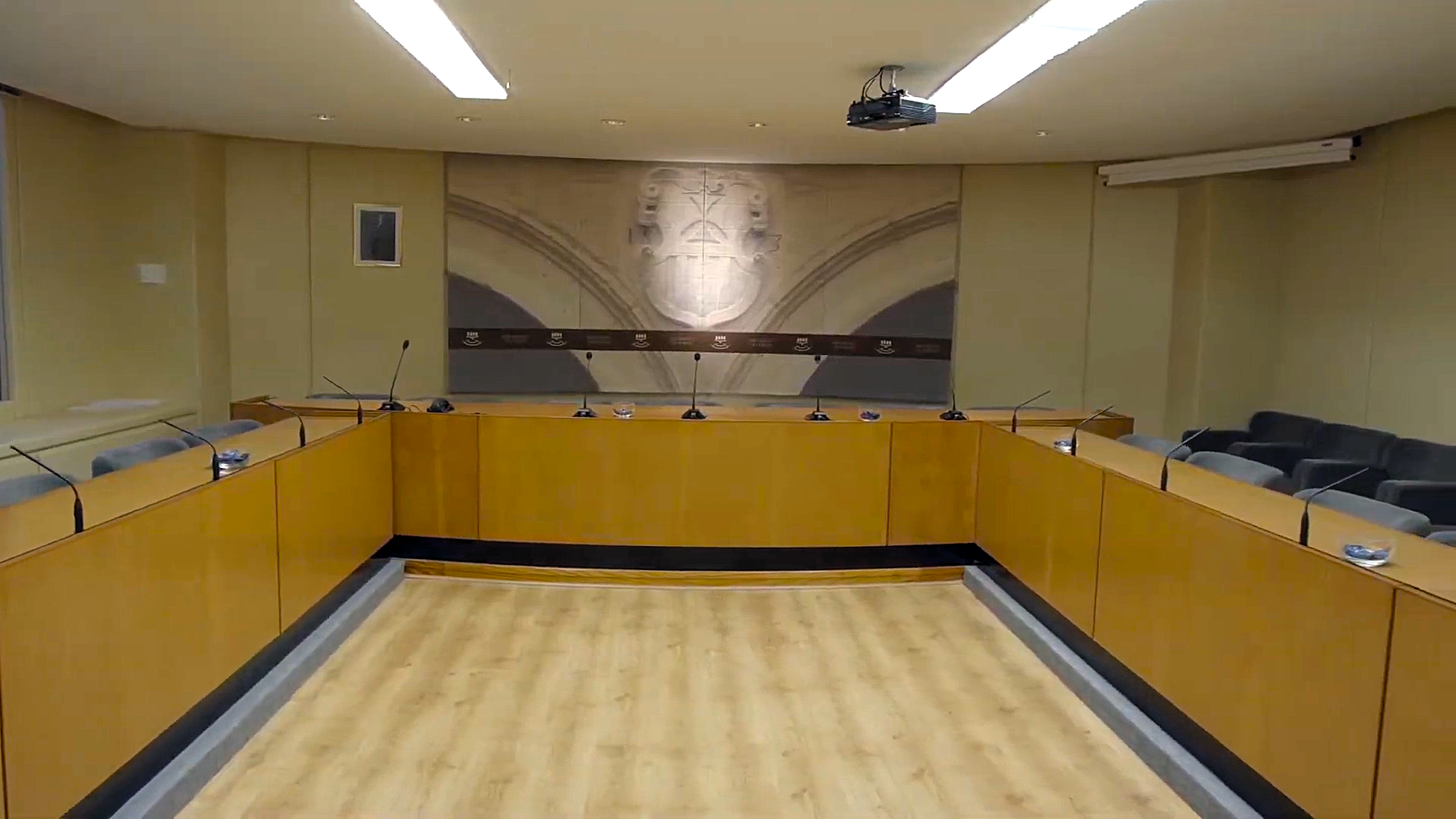
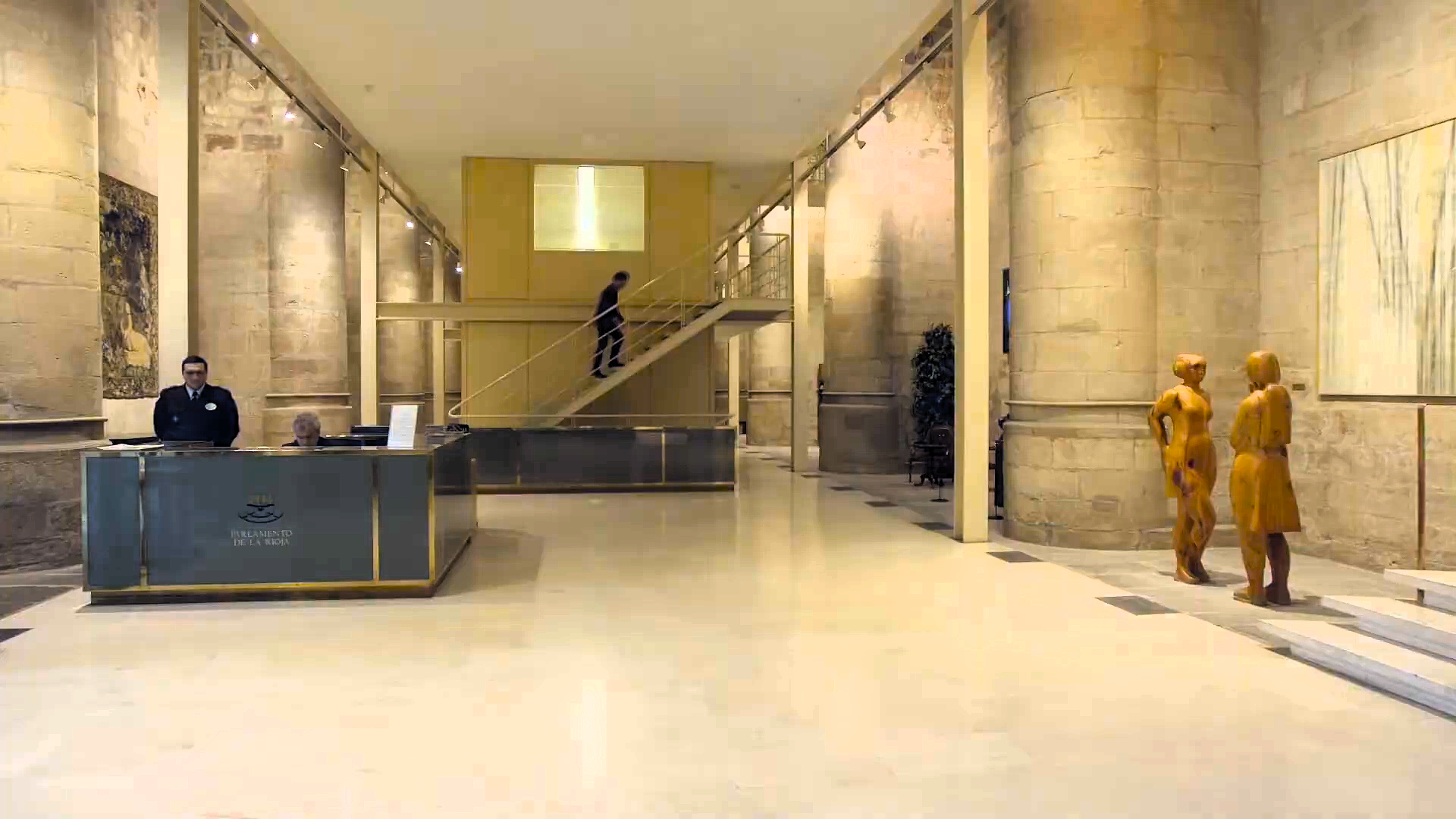

## Historia
El Convento de la Merced data del siglo XIII, cuando se levantó para servir de cenobio en la ciudad para la Orden de la Merced. Sobre la base medieval en el siglo XVI se reformó a fondo adoptando el aspecto actual. Posteriormente, en 1685, se le añadió una portada de estilo barroco.
Secularizado tras la desamortización de 1835, fue utilizado durante el resto del siglo XIX sucesivamente como cuartel, hospital militar, almacenes y prisión hasta que en 1889 se establece en ella una Fábrica de Tabacos. Para este último cometido se le practicaron al edificio original importantes reformas.

## Presidencia del Parlamento de La Rioja
El presidente del Parlamento de La Rioja ostenta la representación de la cámara, asegura la buena marcha de los trabajos, dirige los debates, mantiene el orden y ordena los pagos, sin perjuicio de las delegaciones que pueda conferir.
En la XI Legislatura, la actual presidenta del Parlamento es Marta Fernández Cornago. Desde la creación del Parlamento de La Rioja en el año 1982 ha habido varios presidentes de la cámara, los cuales pueden verse a continuación:
| Legislatura      | Presidente/a                    | Presidente/a                               | Partido | Inicio de mandato   | Fin de mandato      |
| ---------------- | ------------------------------- | ------------------------------------------ | ------- | ------------------- | ------------------- |
| I legislatura    |                                 | Félix Palomo Saavedra                      | PSOE    | 30 de mayo de 1983  | 6 de julio de 1987  |
| II legislatura   |                                 | Manuel María Fernández Ilarraza            | CDS     | 6 de julio de 1987  | 11 de julio de 1988 |
| II legislatura   |                                 | Félix Palomo Saavedra                      | PSOE    | 11 de julio de 1988 | 21 de junio de 1991 |
| III legislatura  | 21 de junio de 1991             | Félix Palomo Saavedra                      | PSOE    | 23 de junio de 1995 |                     |
| IV legislatura   |                                 | María del Carmen Las Heras Pérez-Caballero | PP      | 23 de junio de 1995 | 2 de julio de 1999  |
| V legislatura    | José Ignacio Ceniceros González | 2 de julio de 1999                         | PP      | 23 de junio de 2003 |                     |
| VI legislatura   | José Ignacio Ceniceros González | 23 de junio de 2003                        | PP      | 21 de junio de 2007 |                     |
| VII legislatura  | José Ignacio Ceniceros González | 21 de junio de 2007                        | PP      | 16 de junio de 2011 |                     |
| VIII legislatura | José Ignacio Ceniceros González | 16 de junio de 2011                        | PP      | 18 de junio de 2015 |                     |
| IX legislatura   | Ana Lourdes González García     | 18 de junio de 2015                        | PP      | 20 de junio de 2019 |                     |
| X legislatura    |                                 | Jesús María García García                  | PSOE    | 20 de junio de 2019 | 22 de junio de 2023 |
| XI legislatura   |                                 | Marta Fernández Cornago                    | PP      | 22 de junio de 2023 | En el cargo         |

### Composiciones históricas

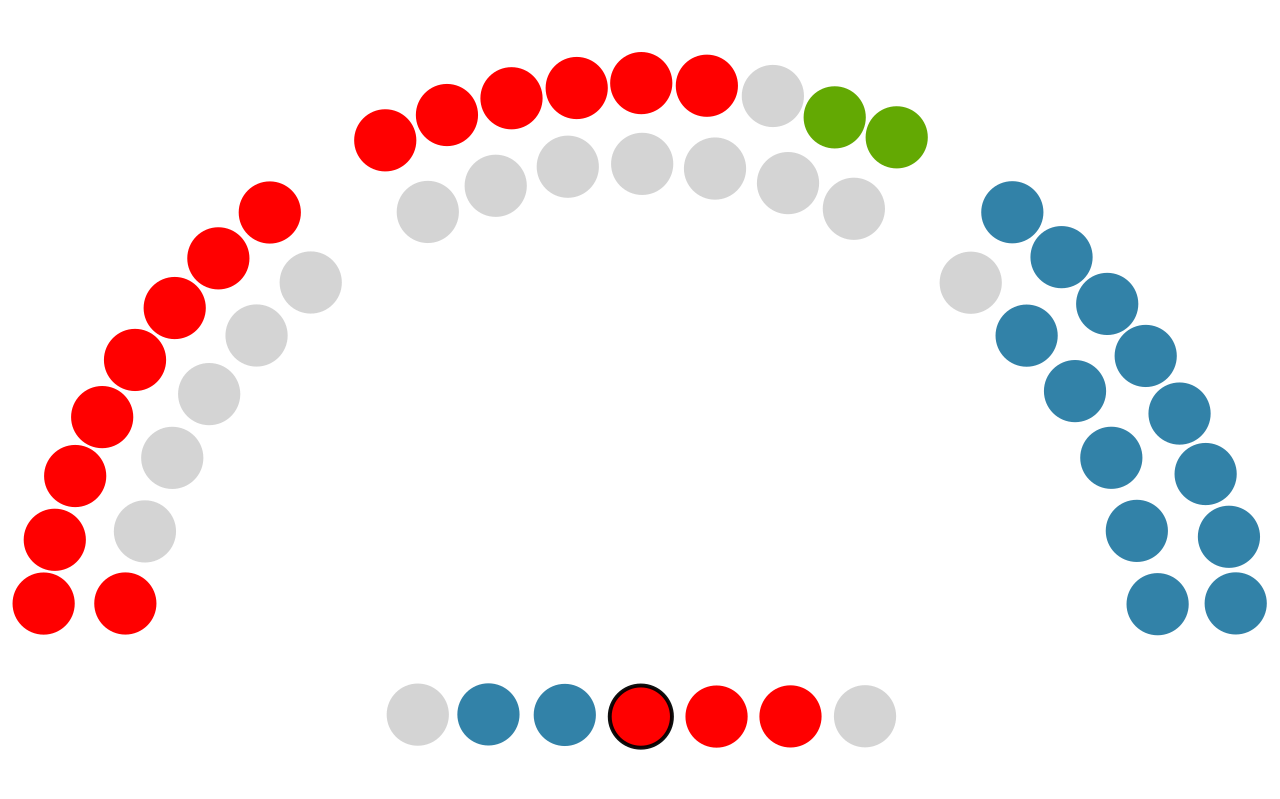
1987-1991
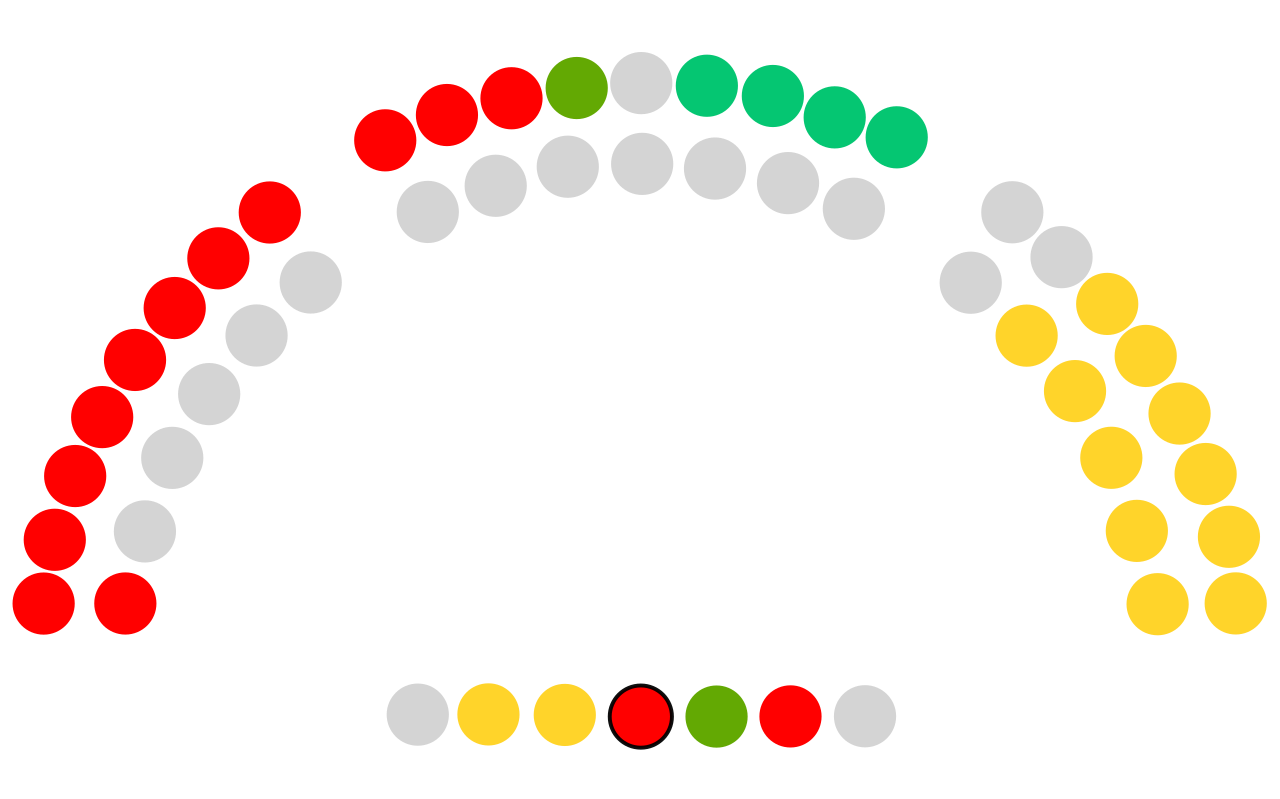
1991-1995
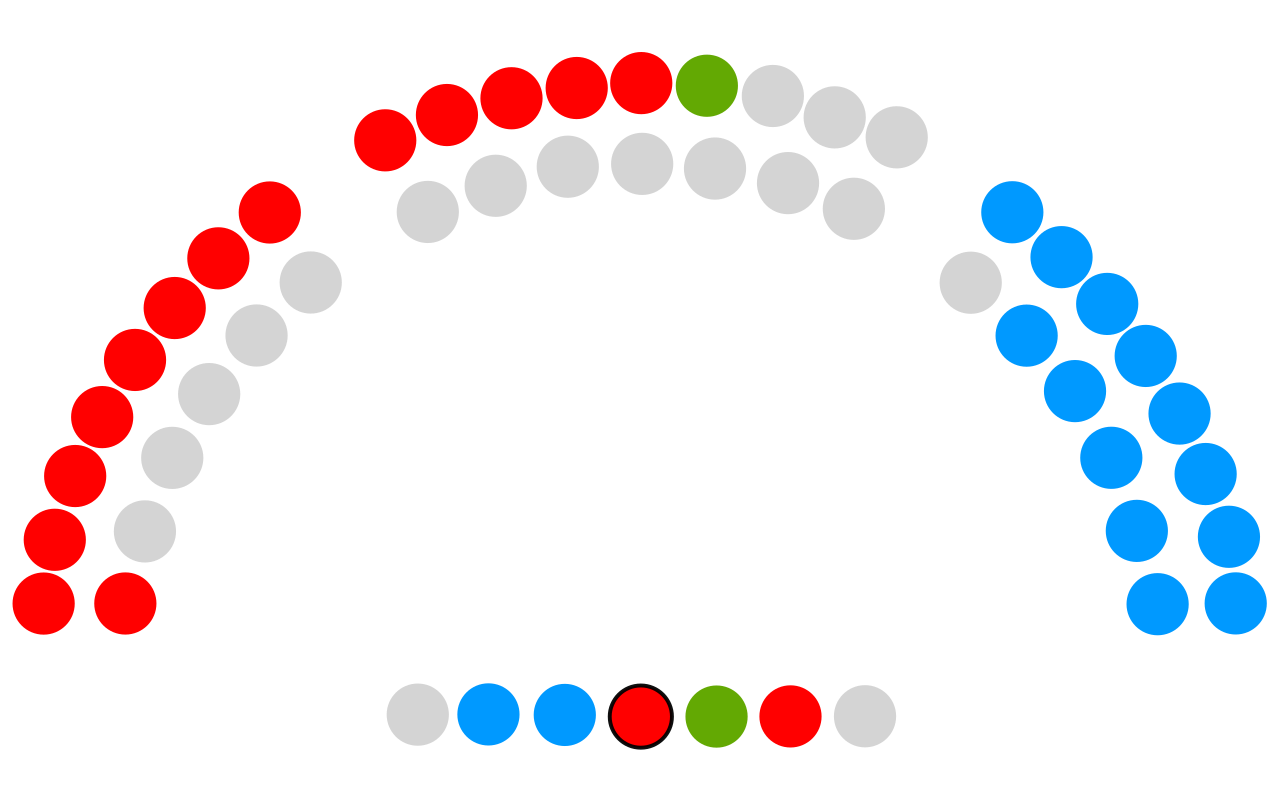
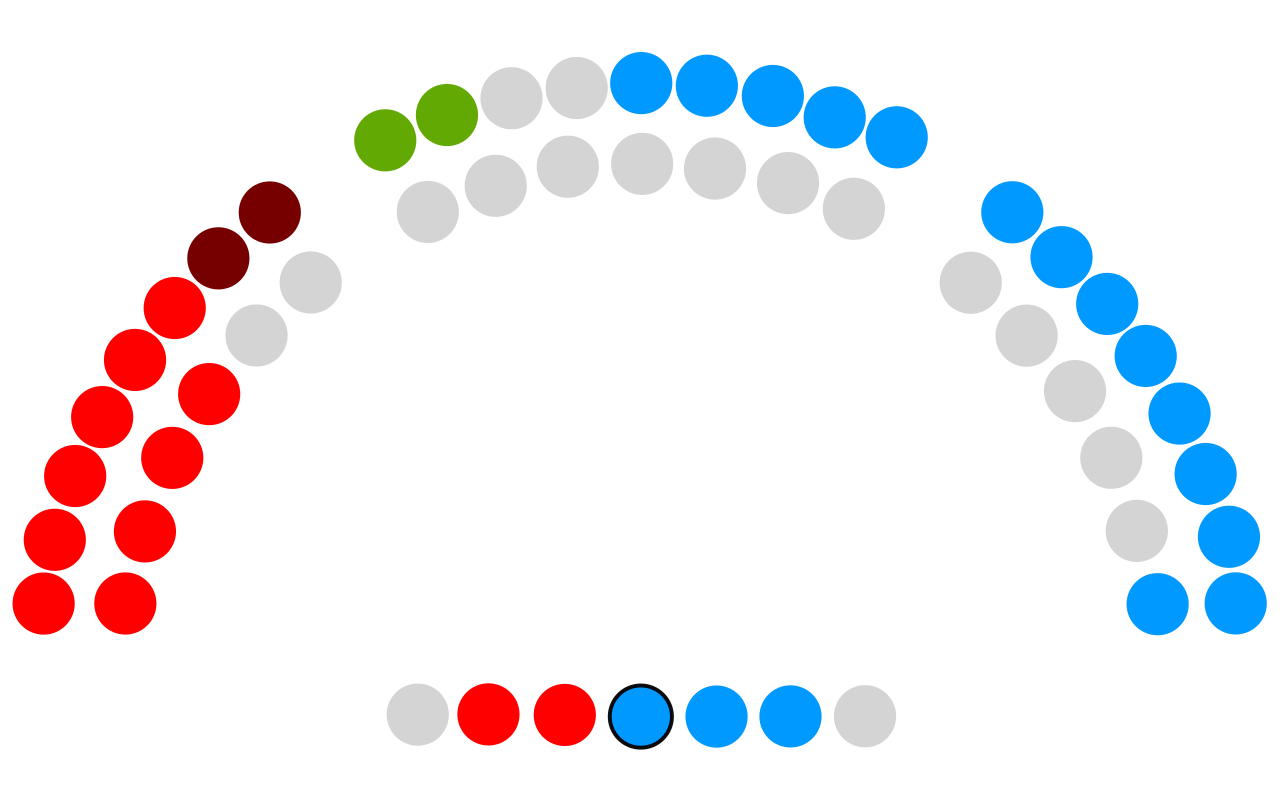
1995-1999
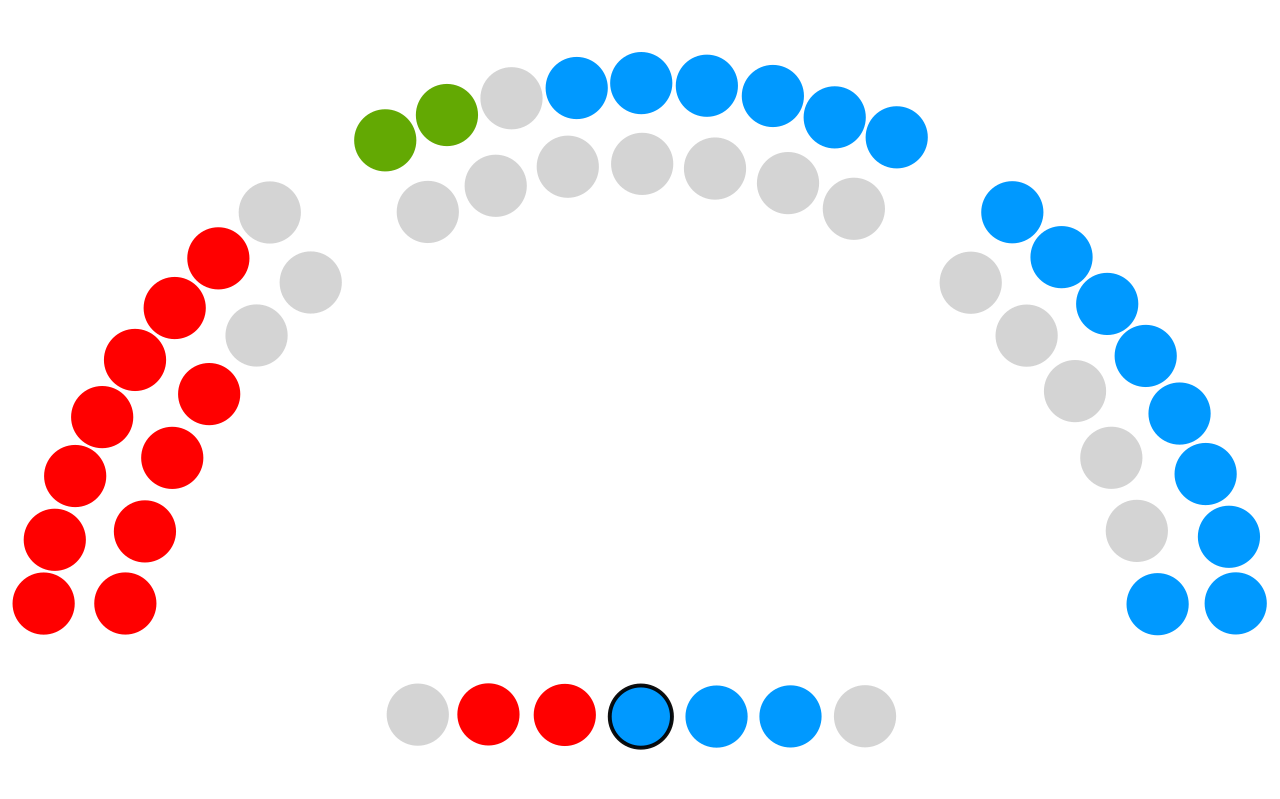
1999-2003
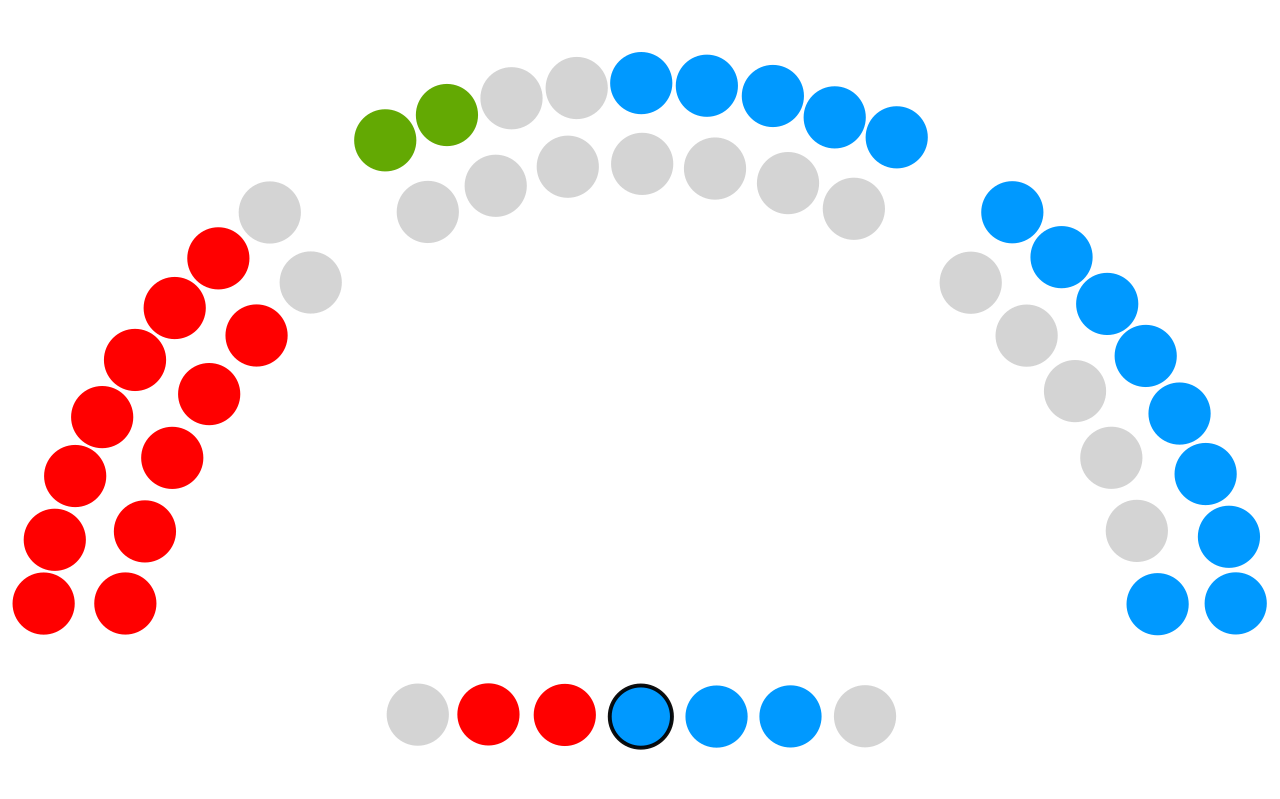
2003-2007
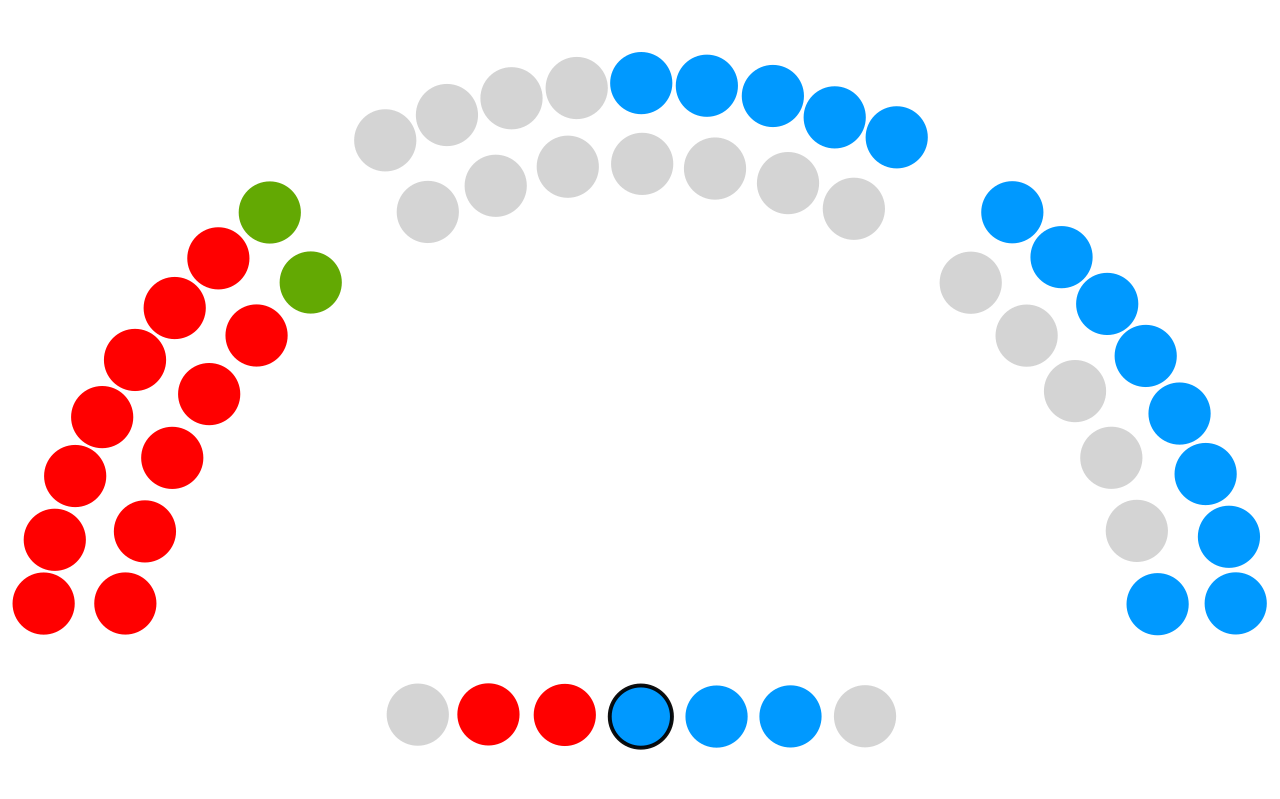
2007-2011
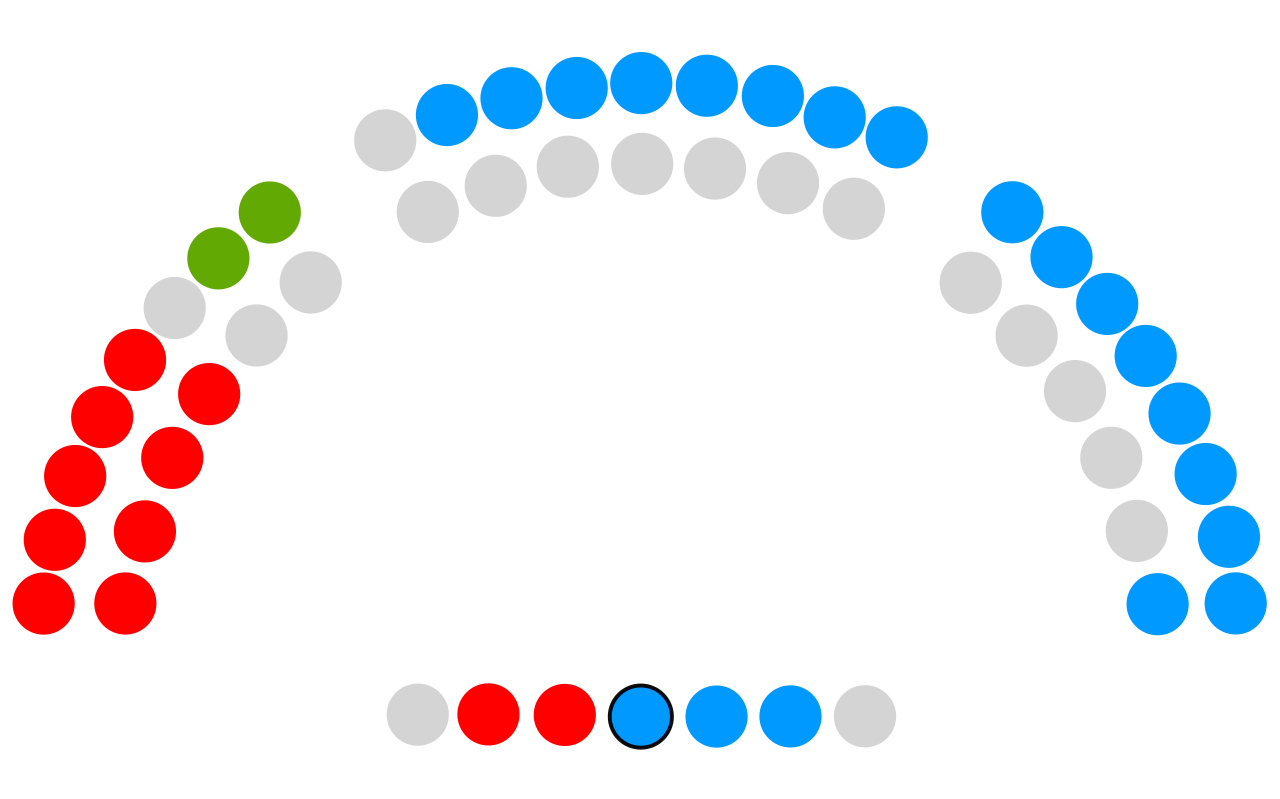
2011-2015
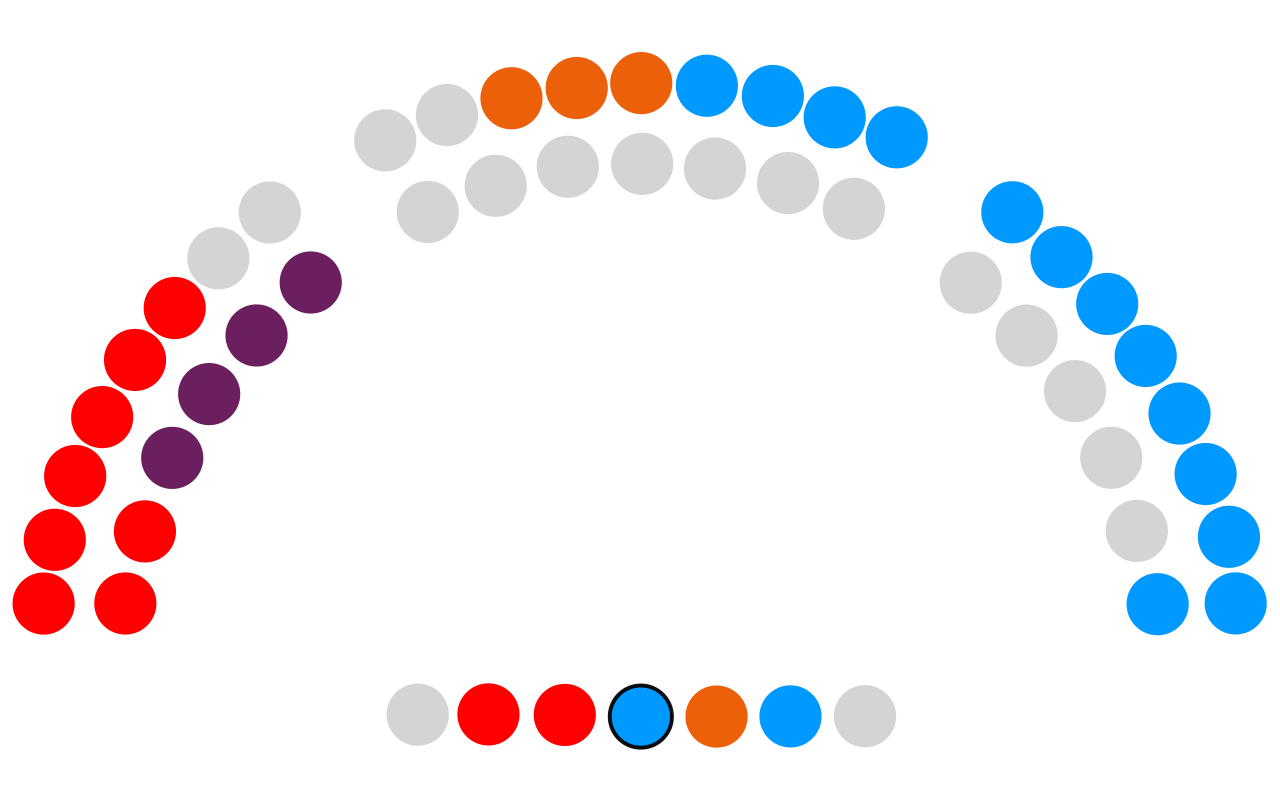
2015-2019
2019-2023
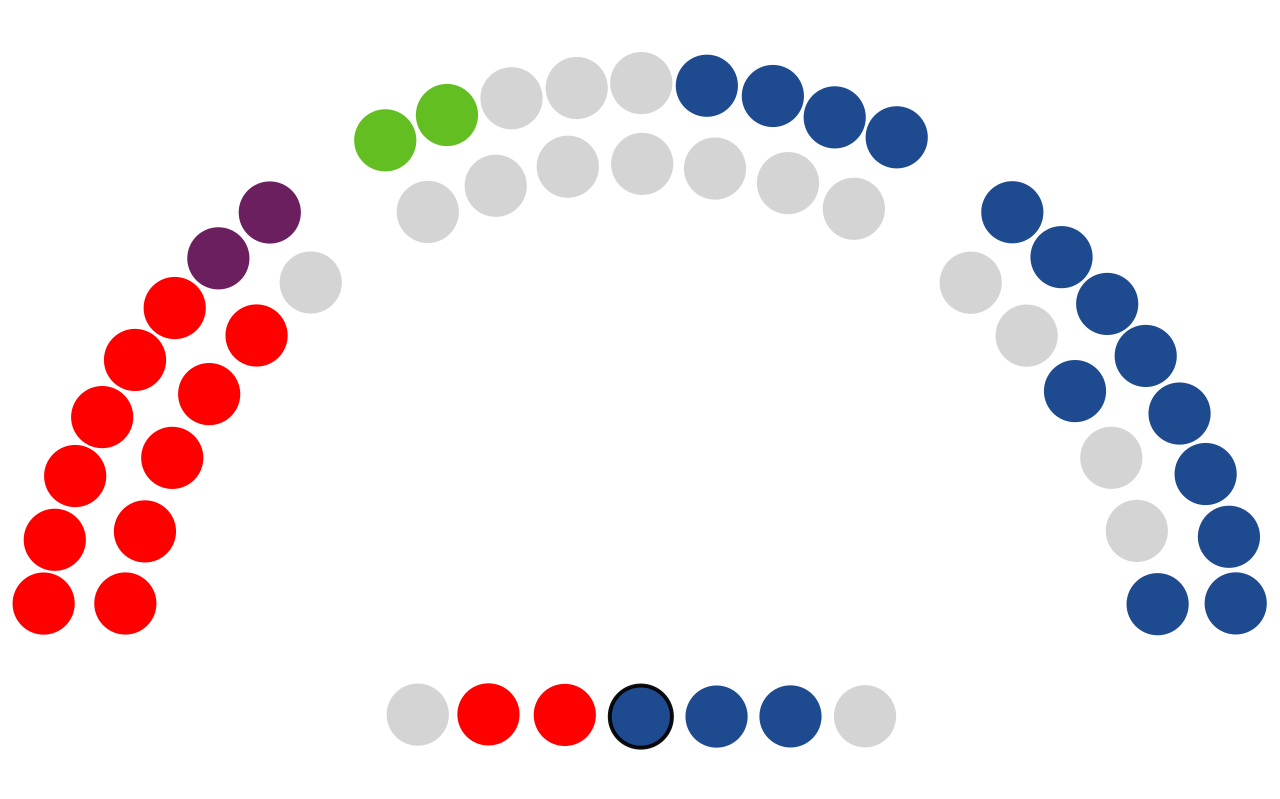
2023-act.

## Composición del Parlamento en la XI legislatura

### Resultado electoral
En las elecciones al Parlamento de La Rioja de 2023, celebradas el domingo 28 de mayo, el Partido Popular de La Rioja ganó las elecciones, quedando el Partido Socialista Obrero Español de La Rioja en segundo lugar, Vox en tercer lugar y Unidas Podemos en cuarto lugar. De este modo, los resultados en las elecciones fueron los siguientes:
| Elecciones al Parlamento de La Rioja de 2023 |                                               |                   |        |         |           |             |
| Partido político                             | Partido político                              | Candidato         | Votos  | Votos   | Diputados | Diputados   |
|                                              | Partido Popular de La Rioja                   | Gonzalo Capellán  | 76 205 | 45,38 % | 17        | 5           |
|                                              | Partido Socialista Obrero Español de La Rioja | Concepción Andreu | 53 562 | 31,90 % | 12        | 3           |
|                                              | Vox                                           | Ángel Alda        | 12 773 | 7,61 %  | 2         | 2           |
|                                              | Unidas Podemos                                | Henar Moreno      | 8543   | 5,09 %  | 2         | Sin cambios |
| Fuente: Junta Electoral de La Rioja          |                                               |                   |        |         |           |             |

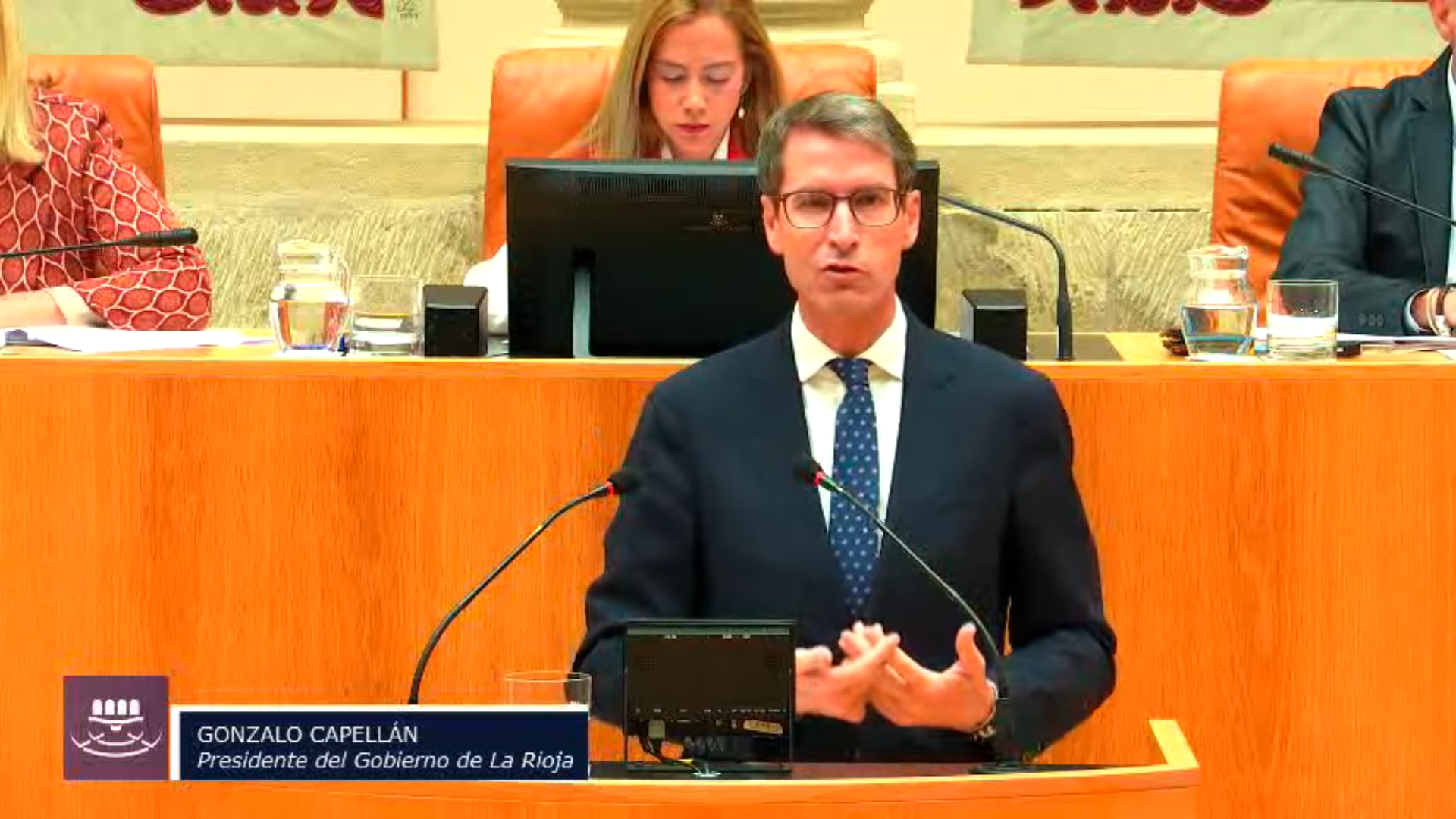
Gonzalo Capellán (PP)
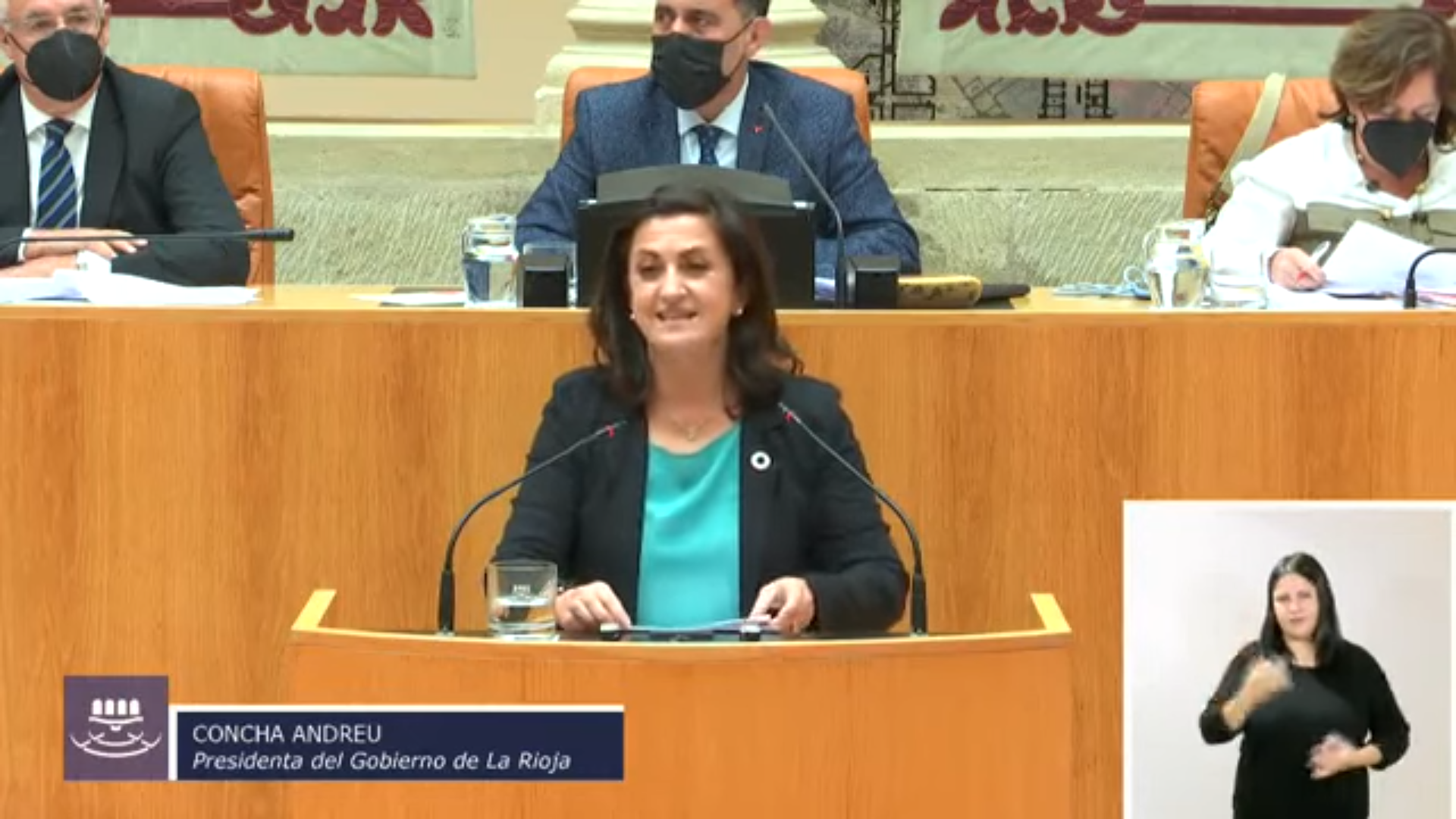
Concepción Andreu (PSOE)
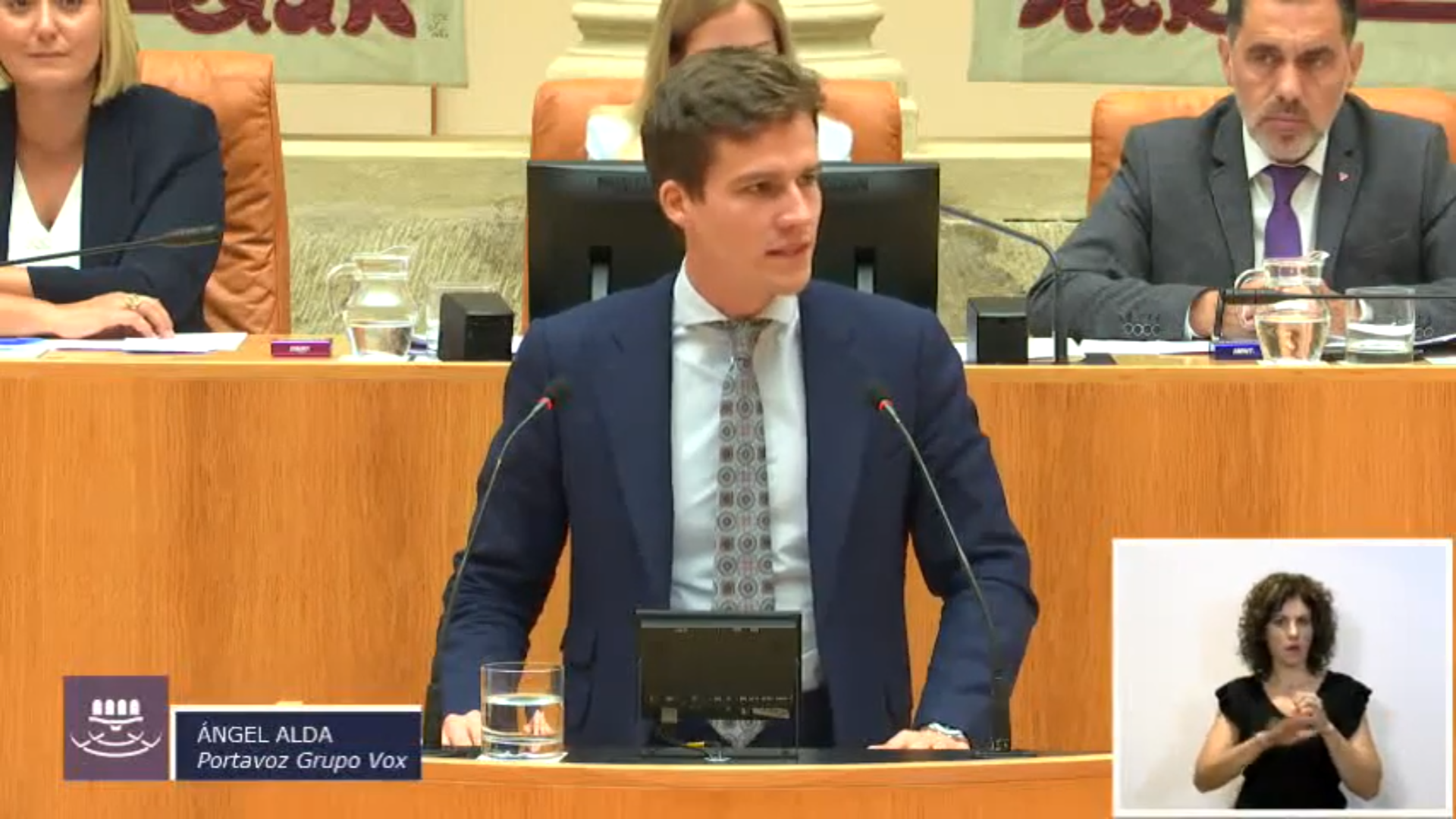
Ángel Alda (Vox)
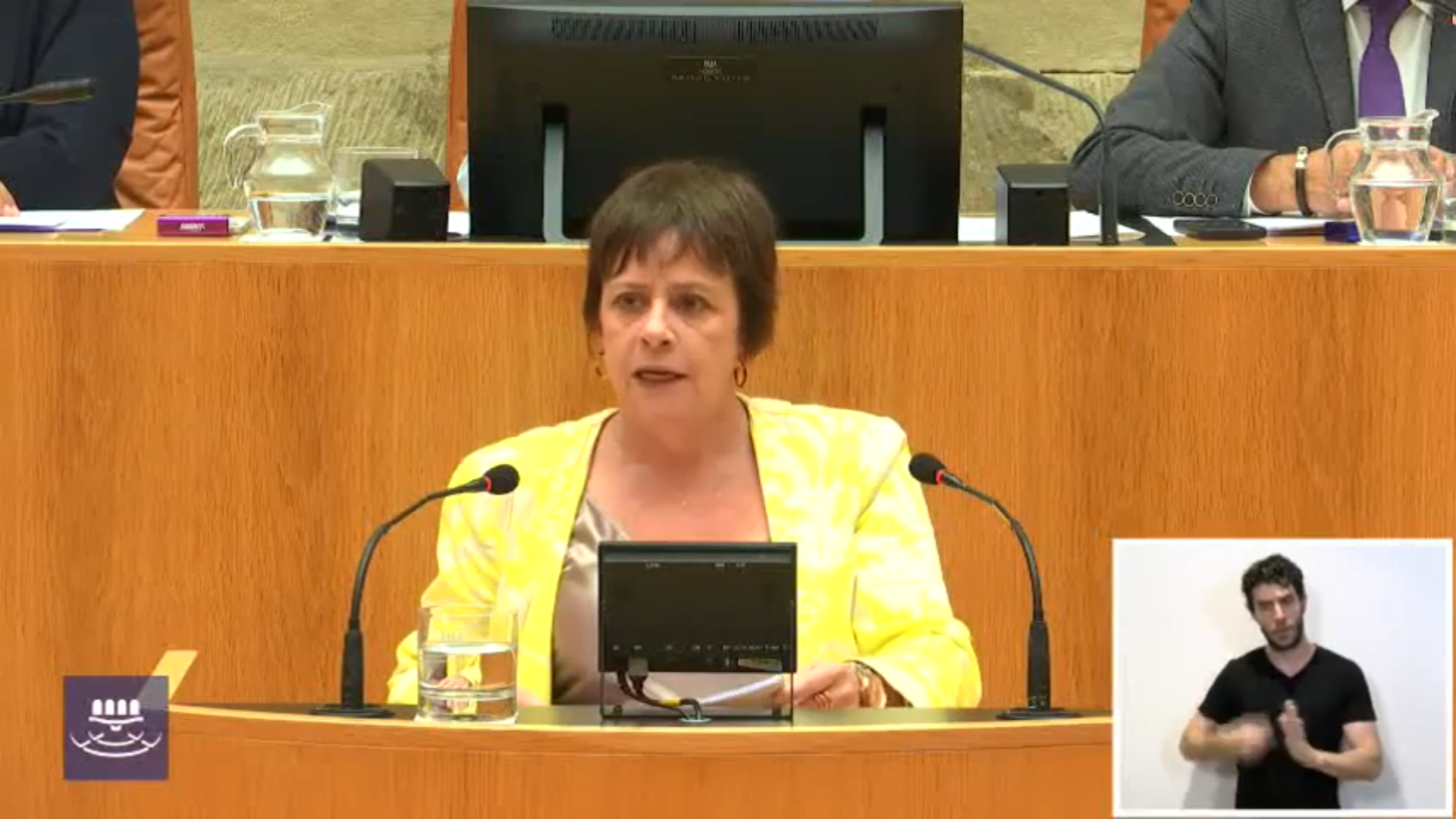
Henar Moreno (IU)

### Órganos del Parlamento

#### Mesa
La Mesa del Parlamento de La Rioja está integrada porː presidenta de la Cámara, dos vicepresidentes/as y dos secretarios/as.
| Cargo                  | Titular                         | Lista         |
| ---------------------- | ------------------------------- | ------------- |
| Presidenta             | Marta Fernández Cornago         | PP La Rioja   |
| Vicepresidenta primera | María Teresa Antoñanzas Garro   | PP La Rioja   |
| Vicepresidente segundo | Jesús María García García       | PSOE La Rioja |
| Secretario primero     | Víctor Visairas Blanco          | PP La Rioja   |
| Secretaria segunda     | María Teresa Villuendas Asensio | PSOE La Rioja |
| Fuente:                |                                 |               |

#### Grupos parlamentarios
| Grupo                          | Grupo      | Integrantes                                        | Portavoz       | Líder            | Escaños |
| ------------------------------ | ---------- | -------------------------------------------------- | -------------- | ---------------- | ------- |
|                                | Popular    | Partido Popular de La Rioja                        | Cristina Maiso | Gonzalo Capellán | 17      |
|                                | Socialista | Partido Socialista Obrero Español de La Rioja      | Javier García  | Javier García    | 12      |
|                                | VOX        | Vox                                                | Ángel Alda     | Ángel Alda       | 2       |
|                                | Podemos-IU | Podemos La Rioja: 0 Izquierda Unida de La Rioja: 2 | Henar Moreno   | Henar Moreno     | 2       |
| Fuente: Parlamento de la Rioja |            |                                                    |                |                  |         |

#### Junta de Portavoces
| Cargo                          | Cargo                      | Titular                         | Lista         |
| ------------------------------ | -------------------------- | ------------------------------- | ------------- |
| Presidente                     | Presidente                 | Marta Fernandez Cornago         | PP La Rioja   |
| Vicepresidenta primera         | Vicepresidenta primera     | María Teresa Antoñanzas Garro   | PP La Rioja   |
| Vicepresidente segundo         | Vicepresidente segundo     | Jesús María García García       | PSOE La Rioja |
| Secretario primera             | Secretario primera         | Victor Visairas Blanco          | PP La Rioja   |
| Secretaria segunda             | Secretaria segunda         | María Teresa Villuendas Asensio | PSOE La Rioja |
| Portavoces titulares           |                            |                                 |               |
|                                | Portavoz del GP Popular    | Cristina Maiso Fernández        | PP La Rioja   |
|                                | Portavoz del GP Socialista | Javier García Ibáñez            | PSOE La Rioja |
|                                | Portavoz del GP VOX        | Ángel Alda Pérez                | Vox           |
|                                | Portavoz del GP Podemos-IU | Henar Moreno Martínez           | Podemos-IU    |
| Fuente: Parlamento de La Rioja |                            |                                 |               |

#### Comisiones
| Comisiones del Parlamento de La Rioja                                    |                            |       |             |
| Comisión                                                                 | Presidencia                | Grupo | Grupo       |
| Comisiones permanentes                                                   |                            |       |             |
| Hacienda, Gobernanza Pública, Sociedad Digital y Portavocía del Gobierno | Ricardo Velasco García     |       | PSOE        |
| Cultura, Turismo, Deporte y Juventud                                     | Begoña Martínez Arregui    |       | PP La Rioja |
| Economía, innovación empresa y trabajo autónomo                          | Antonio Eguizábal León     |       | PP La Rioja |
| Agricultura, Ganadería, Mundo Rural y Medio Ambiente                     | Catalina Bastida de Miguel |       | PP La Rioja |
| Educación y empleo                                                       | Carlos Paúl Lapedriza      |       | PP La Rioja |
| Política Local, Infraestructuras y Lucha contra la despoblación          | Sergio Álvarez Martínez    |       | PP La Rioja |
| Presupuestos                                                             | Carlos Cuevas Villoslada   |       | PP La Rioja |
| Salud y Políticas Sociales                                               | Alberto Olarte Arce        |       | PP La Rioja |

## Senador designado por el Parlamento de La Rioja
Una de las funciones que desempeña el Parlamento de La Rioja es la designación del senador que debe representar a La Rioja, conforme a lo previsto en la Constitución y en la forma que determine la Ley de Designación de Senadores en representación de La Rioja.
La designación del senador riojano se produjo el día 14 de septiembre de 2023 en el Parlamento de La Rioja. Así, se eligió al representante propuesto por el Partido Popular de La Rioja, Mar Cotelo Balmaseda.